# Водоёмы Хорватии

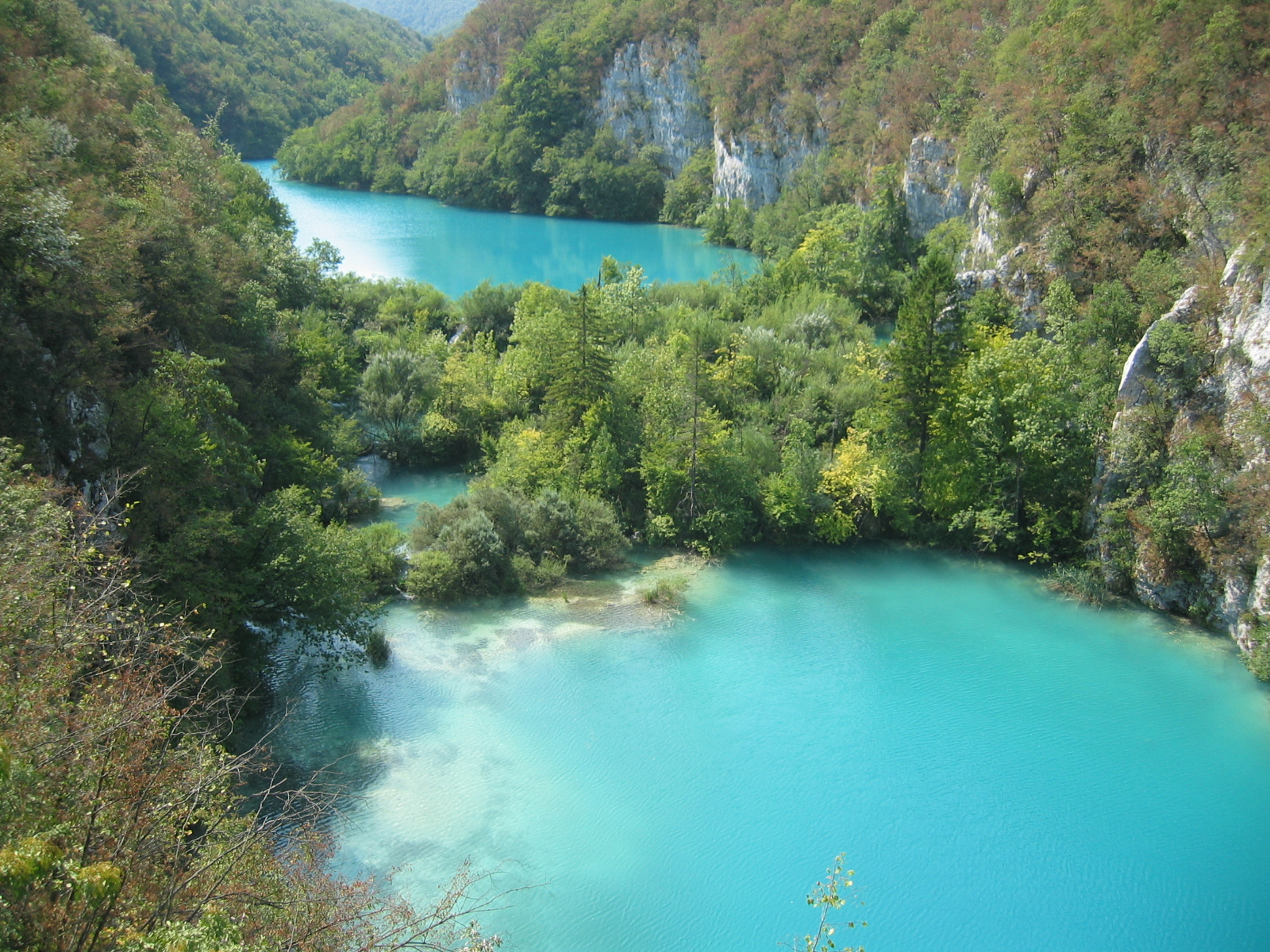
Плитвицкие озёра

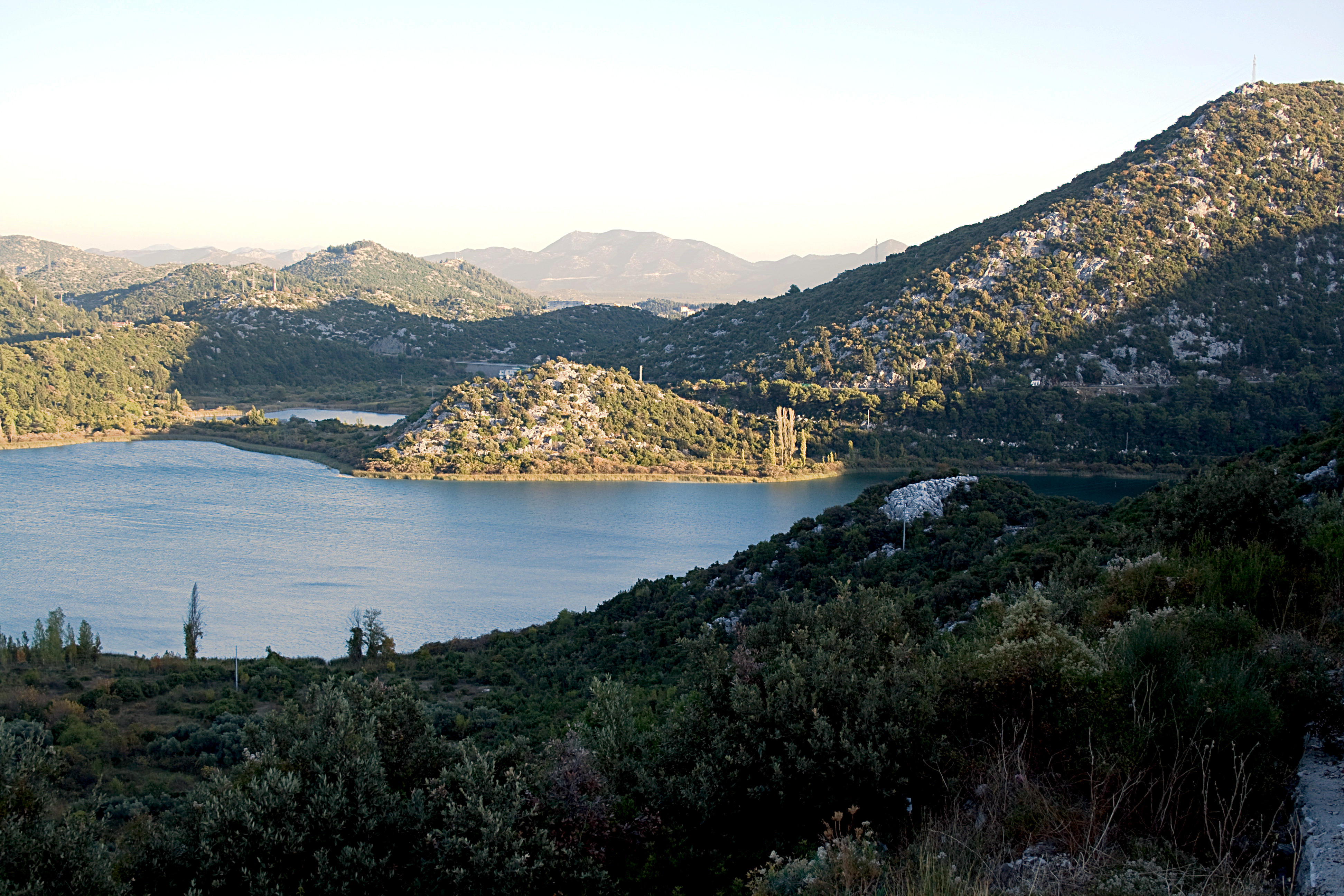
Бачинские озёра

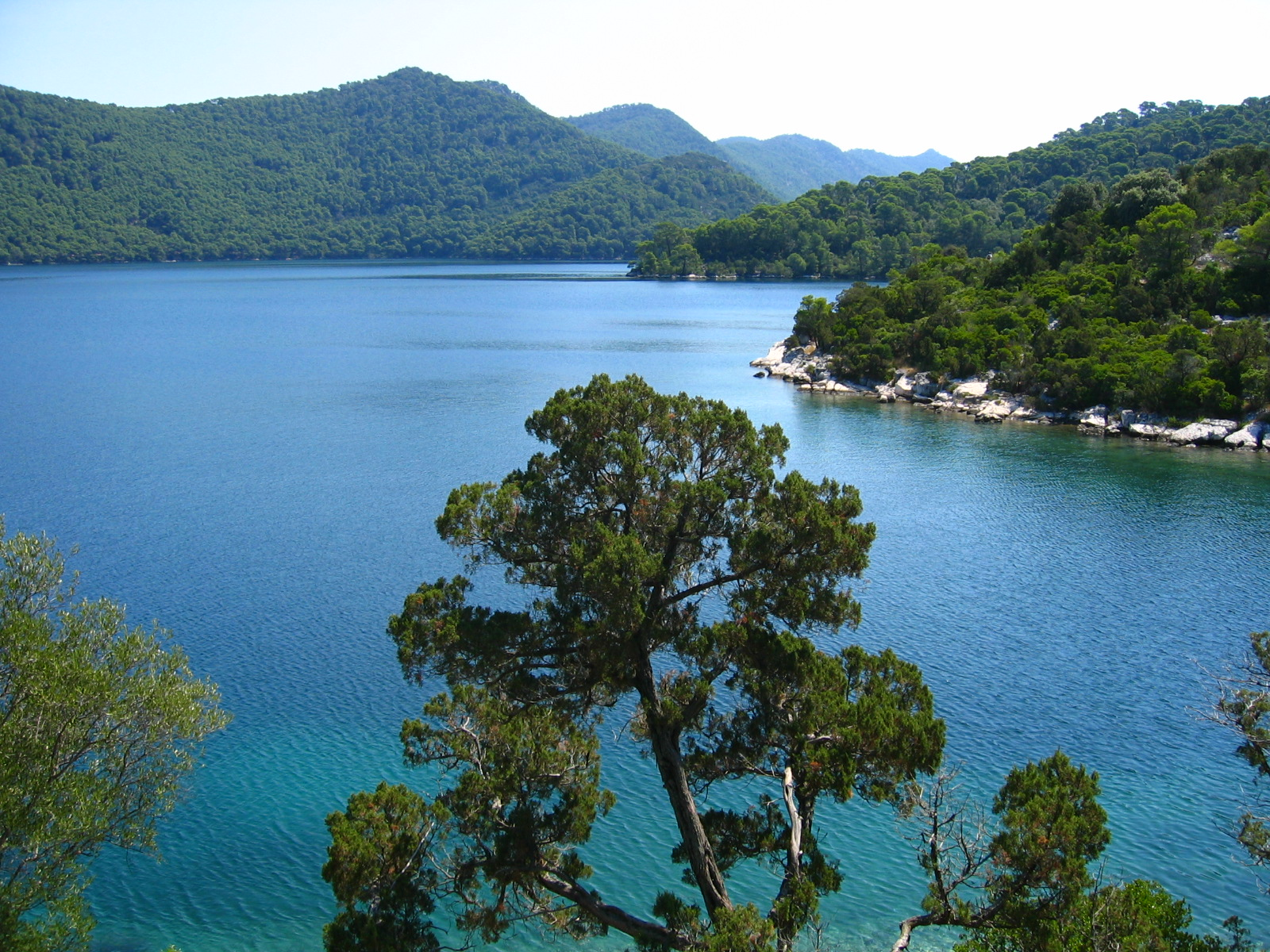
Большое озеро на Млете

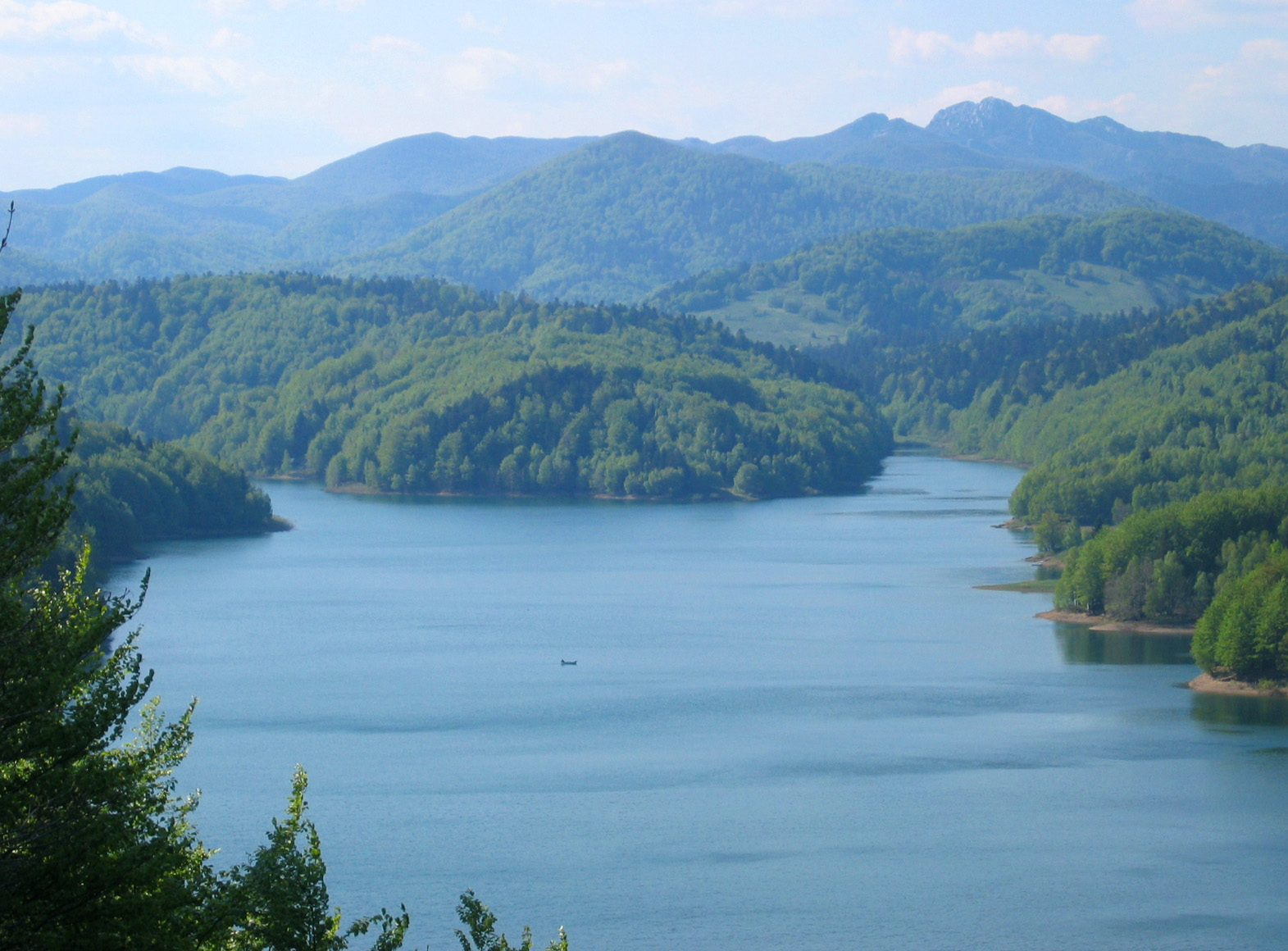
Локварское озеро

Водоёмы Хорватии. Озёра в Хорватии встречаются во всех регионах страны — равнинной Славонии, горной центральной части, Далмации и на далматинских островах. Многие из них являются памятниками природы и служат туристическими достопримечательностями. Одно из самых посещаемых туристами мест страны — национальный парк Плитвицкие озёра. Также широко известны озёра острова Млет, Вранское озеро на острове Црес, Бачинские озёра, Голубое и Красное озеро возле Имотски и др.
Словом jezero в хорватском языке обозначаются не только озёра, но и водохранилища, поэтому в Хорватии публикуются единые списки озёр и водохранилищ, где зачастую водохранилища помечаются каким-либо символом.
Список озёр и водохранилищ Хорватии площадью более 0,2 км²:
| Озеро/Водохранилища              | Жупания                                      | Площадь в км² | Высота НУМ | Глубина |
| -------------------------------- | -------------------------------------------- | ------------- | ---------- | ------- |
| Вранское озеро (Далмация)        | Задарская жупания, Шибенско-Книнская жупания | 30.7          | 0.1        | 4       |
| Дубравское водохранилище*        | Вараждинская жупания, Меджимурская жупания   | 17.1          | 138        | n/a     |
| Перучанское водохранилище*       | Сплитско-Далматинская жупания                | 13.0          | 360        | 64      |
| Проклянское озеро                | Шибенско-Книнская жупания                    | 11.1          | 0.5        | 25      |
| Вараждинское водохранилище *     | Вараждинская жупания, Меджимурская жупания   | 10.1          | 158        | n/a     |
| Вранское озеро (Црес)            | Приморско-Горанская жупания                  | 5.8           | 16         | 74      |
| Крушчицкое водохранилище *       | Лицко-Сеньская жупания                       | 3.9           | 554        | n/a     |
| Копач                            | Осиецко-Бараньская жупания                   | 1.5-3.5       | 80         | n/a     |
| Водохранилище Боровик *          | Осиецко-Бараньская жупания                   | 2.5           | n/a        | n/a     |
| Локварское водохранилище *       | Приморско-Горанская жупания                  | 2.1           | 770        | 40      |
| Млетские озёра (Большое и Малое) | Дубровницко-Неретвенская жупания             | 2.01          | 0          | 46      |
| Плитвицкие озёра (16 озёр)       | Лицко-Сеньская жупания                       | 1.98          | 503-636    | 3-46    |
| Бачинские озёра (6 озёр)         | Дубровницко-Неретвенская жупания             | 1.9           | 5          | 32      |
| Саблячское водохранилище *       | Карловацкая жупания                          | 1.2           | 320        | 6       |
| Байерское водохранилище *        | Приморско-Горанская жупания                  | 0.5           | 730        | 7       |
| Тракошчанское озеро              | Вараждинская жупания                         | 0.2           | 255        | n/a     |

Знаком * помечены искусственные водоёмы.